# Luchthaven Berlevåg
Luchthaven Berlevåg (IATA: BVG, ICAO: ENBV) is een vliegveld bij Berlevåg in het uiterste noorden van  Noorwegen. Het ligt ongeveer 2 km vanaf  het centrum van het dorp Berlevåg.
Het vliegveld verwerkte 14.310 passagiers in 2015. Het vliegveld heeft een geasfalteerde baan van 889 m.  Het staatsbedrijf Avinor is verantwoordelijk voor het luchtverkeer. Het vliegveld wordt bediend door Widerøe die dagelijks vliegt op Båtsfjord, Hammerfest, Kirkenes, Mehamn, Tromsø, Vardø en Vadsø.

## Geschiedenis
Het vliegveld werd in de Tweede Wereldoorlog gebouwd door de Duitsers. Het werd gebruikt voor jachtvliegtuigen die konvooien moesten beschermen tegen aanvallen door de Sovjets. Bij de terugtocht van de Duitsers werd het vliegveld onbruikbaar gemaakt. Het huidige vliegveld werd geopend in 1974. 